# Буа, Кевин
Кевин Буа (нем. Kevin Bua; род. 11 августа 1993, Женева) — швейцарский футболист, играющий на позиции полузащитника в швейцарском клубе «Сьон».

## Клубная карьера
Воспитанник женевского клуба «Серветт». Свой первый профессиональный контракт подписал в 2013 году. Летом 2015 года он перешёл в Цюрих. 8 июля 2016 года в «Базеле» объявили, что клуб подписал Буа на четыре года, контракт до 30 июня 2020 года.
19 сентября 2020 года Кевин Буа на правах свободного агента перешёл в испанский «Леганес».
12 июля 2021 года Буа как свободный агент подписал контракт с швейцарским «Сьоном»

## Достижения
«Базель»
- Чемпион Швейцарии: 2016/17
- Обладатель Кубка Швейцарии (3): 2015/16, 2016/17, 2018/19
- Серебряный призёр чемпионата Швейцарии: 2017/18